# Frederick Matthias Alexander
Frederick Matthias Alexander (* 20. Januar 1869 in Wynyard, Tasmanien; † 10. Oktober 1955 in London) war ein australischer Schauspiellehrer und der Begründer der nach ihm benannten Körpertherapie Alexander-Technik.

## Leben
Nachdem er als junger Rezitator und Bühnenschauspieler hartnäckige Stimmprobleme bekam und kein Arzt ihm helfen konnte, entwickelte Alexander zwischen 1888 und 1898 eine Methode zur ganzheitlichen Schulung und Neuausrichtung von Bewegungs- und Handlungsmustern. Er gab an, dass die Fehlhaltung seines Kopfes seine normalen Haltungs-, Atem- und Stimmprozesse störe. Erst durch eine Umgewöhnung soll er diese Probleme dann gelöst haben.
Die seiner Methode zugrundeliegende Annahme war, dass der Gebrauch des Körpers dessen Funktion bestimmt oder beeinflusst. Er sprach sich auch gegen eine klare Trennung geistiger und körperlicher Funktionen aus.
Sein weiterer Lebensweg führte ihn 1904 nach England und ab 1914 auch in die USA. Er unterrichtete seine Technik, bildete darin die ersten Lehrer aus und schrieb vier Bücher über seine Methode, wenngleich diese weitgehend keine wissenschaftliche Evidenz enthalten.

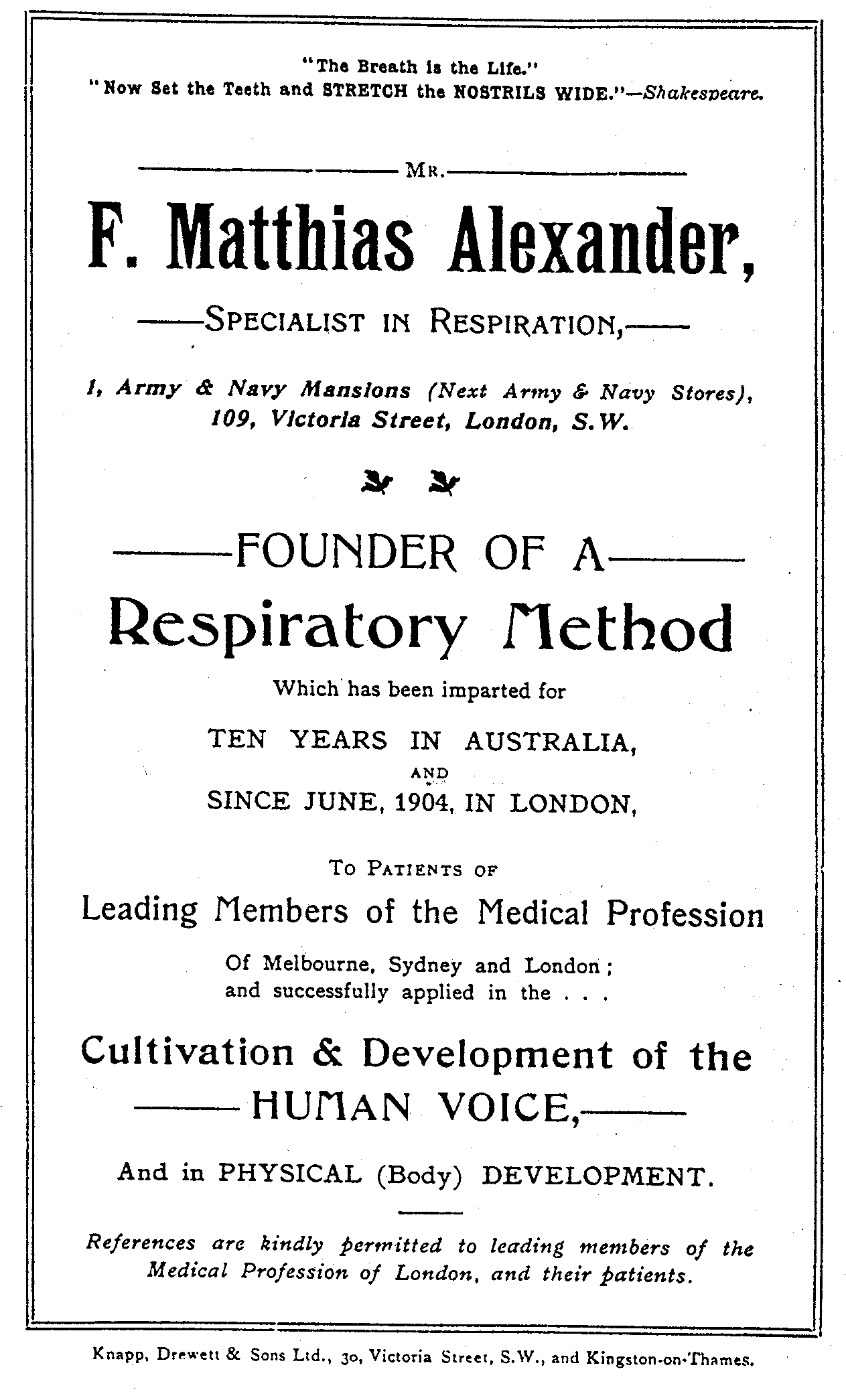
Das Werbeplakat wurde wahrscheinlich zwischen 1904 und 1911 in Großbritannien veröffentlicht.

## Veröffentlichungen
- Man's Supreme Inheritance. 1910.
  - Deutsch Ein Vermächtnis der Evolution an die Menschheit von unschätzbarem Wert. BoD, 2018, ISBN 978-3-7528-5113-7.
- Constructive Conscious Control of the Individual. 1923.
  - Deutsch Bewusste Kontrolle beim Auf- und Umbau des Menschen. BoD, 2018, ISBN 978-3-7460-8016-1.
- The Use of the Self. 1932.
  - Deutsch Der Gebrauch des Selbst. Karger, Basel, Freiburg 2001, ISBN 3-8055-7170-4.
- The Universal Constant in Living. 1940.
  - Deutsch Die Universelle Konstante im Leben. Karger, Basel/Freiburg 2001, ISBN 3-8055-6826-6.